# Kymani Nelson
Kymani Nelson (Hackney, 4 marzo 2004) è un calciatore montserratiano con cittadinanza britannica, portiere dei Bush Hill Rangers e della nazionale montserratiana.

## Carriera

### Club
Ha giocato nelle serie minori inglesi.

### Nazionale
Nel 2022 ha esordito nella nazionale di Montserrat, subendo 16 reti in 6 presenze nell'arco di due anni.